# District historique de la Desert View Watchtower
Le district historique de la Desert View Watchtower – ou Desert View Watchtower Historic District – est un district historique américain dans le comté de Coconino, en Arizona. Protégé au sein du parc national du Grand Canyon, il est centré autour de la Desert View Watchtower, une tour d'observation qui fait par ailleurs partie des Mary Jane Colter Buildings. Constitué dans le style rustique, voire le style rustique du National Park Service pour au moins un bâtiment, il est inscrit au Registre national des lieux historiques depuis le 3 janvier 1995.